# Nipiditós
Nipiditós, en grec moderne : Νιπιδιτός est un village au pied ouest de la colline de Koprokefála, dans le dème de Minóa Pediáda, en Crète, en Grèce. Selon le recensement de 2011, la population de Nipiditós compte 306 habitants. Il est situé à une altitude de 420 m et à 35 km de Héraklion.